# Filmographie de Gérard Depardieu
Pour un article plus général, voir Gérard Depardieu.

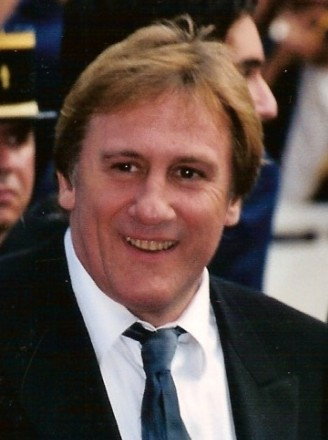
Gérard Depardieu en 2001.

Cet article détaille la filmographie complète de Gérard Depardieu.

## Cinéma

### Années 1970
- 1970 : Le Cri du cormoran le soir au-dessus des jonques de Michel Audiard : Henri
- 1971 : Un peu de soleil dans l'eau froide de Jacques Deray : Pierre
- 1972 : Le Viager de Pierre Tchernia : le complice de Jo
- 1972 : Le Tueur de Denys de La Patellière : Frédo Babasch
- 1972 : Nathalie Granger de Marguerite Duras : le vendeur
- 1972 : La Scoumoune de José Giovanni : un homme de main
- 1972 : L'An 01 de Jacques Doillon : un voyageur qui ne prend pas le train
- 1973 : Au rendez-vous de la mort joyeuse de Juan Luis Buñuel : Beretti
- 1973 : L'Affaire Dominici de Claude Bernard-Aubert : Zézé Perrin
- 1973 : Deux Hommes dans la ville de José Giovanni : un jeune truand
- 1973 : Rude journée pour la reine de René Allio : Fabien
- 1973 : Les Gaspards de Pierre Tchernia : le facteur
- 1973 : Stavisky d'Alain Resnais : le jeune inventeur
- 1974 : Les Valseuses de Bertrand Blier : Jean-Claude
- 1974 : La Femme du Gange de Marguerite Duras : l'homme à la plage
- 1974 : Vincent, François, Paul… et les autres de Claude Sautet : Jean Lavallée
- 1975 : Pas si méchant que ça de Claude Goretta : Pierre
- 1975 : Sept Morts sur ordonnance de Jacques Rouffio : le docteur Jean-Pierre Berg
- 1976 : Barocco d'André Téchiné : Samson / l'assassin de Samson
- 1976 : 1900 de Bernardo Bertolucci : Olmo Dalco
- 1976 : Je t'aime moi non plus de Serge Gainsbourg : l'homme au cheval
- 1976 : La Dernière Femme (L'ultima donna) de Marco Ferreri : Gérard
- 1976 : René la Canne de Francis Girod : René Bornier
- 1976 : Maîtresse de Barbet Schroeder : Olivier
- 1976 : Baxter, Vera Baxter de Marguerite Duras : Michel Cayre
- 1977 : Dites-lui que je l'aime de Claude Miller : David Martinaud
- 1977 : Violanta de Daniel Schmid : Fortunat
- 1977 : Le Camion de Marguerite Duras : lui-même
- 1977 : La nuit, tous les chats sont gris de Gérard Zingg : Philippe Larcher
- 1977 : Préparez vos mouchoirs de Bertrand Blier : Raoul
- 1978 : Rêve de singe (Ciao maschio) de Marco Ferreri : Gérard Lafayette
- 1978 : Le Sucre de Jacques Rouffio : Raoul-Renaud Homecourt
- 1978 : La Femme gauchère de Peter Handke : l'homme au T-shirt
- 1978 : Les Chiens d'Alain Jessua : Morel
- 1979 : Le Grand Embouteillage de Luigi Comencini : Franco
- 1979 : Buffet froid de Bertrand Blier : Alphonse Tram

### Années 1980
- 1980 : Rosy la Bourrasque (Temporale Rosy) de Mario Monicelli : Raoul Lamarre
- 1980 : Mon oncle d'Amérique d'Alain Resnais : René Raqueneau
- 1980 : Loulou de Maurice Pialat : Loulou
- 1980 : Le Dernier Métro de François Truffaut : Bernard Granger
- 1980 : Je vous aime de Claude Berri : Patrick
- 1980 : Inspecteur la Bavure de Claude Zidi : Roger Morzini
- 1981 : Le Choix des armes d'Alain Corneau : Mickey
- 1981 : La Femme d'à côté de François Truffaut : Bernard Coudray
- 1981 : La Chèvre de Francis Veber : Campana
- 1982 : Le Retour de Martin Guerre de Daniel Vigne : Arnaud de Tihl
- 1982 : Le Grand Frère de Francis Girod : Gérard Berger / Bernard Vigo
- 1982 : Danton d'Andrzej Wajda : Danton
- 1983 : La Lune dans le caniveau de Jean-Jacques Beineix : Gérard
- 1983 : Les Compères de Francis Veber : Jean Lucas
- 1984 : Fort Saganne d'Alain Corneau : Charles Saganne
- 1984 : Rive droite, rive gauche de Philippe Labro : Paul Senanques
- 1984 : Le Tartuffe : Tartuffe - également réalisateur
- 1985 : Police de Maurice Pialat : Mangin
- 1985 : Rue du départ de Tony Gatlif : le père de Clara
- 1985 : Une femme ou deux de Daniel Vigne : Julien Chayssac
- 1986 : Jean de Florette de Claude Berri : Jean Cadoret, surnommé Jean de Florette
- 1986 : Tenue de soirée de Bertrand Blier : Jean-Claude dit Bob
- 1986 : Je hais les acteurs de Gérard Krawczyk : un détenu au commissariat (caméo)
- 1986 : Les Fugitifs de Francis Veber : Jean Lucas
- 1987 : Sous le soleil de Satan de Maurice Pialat : Donissan
- 1988 : Drôle d'endroit pour une rencontre de François Dupeyron : Charles
- 1988 : Camille Claudel de Bruno Nuytten : Auguste Rodin
- 1989 : Deux de Claude Zidi : Marc Lambert
- 1989 : Trop belle pour toi de Bertrand Blier : Bernard Barthélémy
- 1989 : I Want to Go Home d'Alain Resnais : Christian Gauthier

### Années 1990
- 1990 : Cyrano de Bergerac de Jean-Paul Rappeneau : Cyrano de Bergerac
- 1990 : Green Card de Peter Weir : Georges Fauré
- 1990 : Uranus de Claude Berri : Léopold
- 1991 : Merci la vie de Bertrand Blier : le docteur Marc-Antoine Worms (caméo)
- 1991 : Mon père, ce héros de Gérard Lauzier : André Arnel
- 1991 : Tous les matins du monde d'Alain Corneau : Marin Marais adulte
- 1992 : 1492 : Christophe Colomb (1492: Conquest of Paradise) de Ridley Scott : Christophe Colomb
- 1993 : Germinal de Claude Berri : Toussaint Maheu
- 1993 : Hélas pour moi de Jean-Luc Godard : Simon Donnadieu
- 1994 : My Father, ce héros (My Father the Hero) de Steve Miner : André
- 1994 : La Machine de François Dupeyron : le docteur Marc Lacroix
- 1994 : Une pure formalité de Giuseppe Tornatore : Onoff
- 1994 : Le Colonel Chabert d'Yves Angelo : Chabert
- 1994 : Élisa de Jean Becker : Jacques « Lebovitch » Desmoulin
- 1995 : Les Cent et Une Nuits de Simon Cinéma d'Agnès Varda : lui-même
- 1995 : Le Hussard sur le toit de Jean-Paul Rappeneau : le commissaire de police à Manosque
- 1995 : Le Garçu de Maurice Pialat : Gérard
- 1995 : Les Anges gardiens de Jean-Marie Poiré : Antoine Carco
- 1995 : Décroche les étoiles (Unhook the Stars) de Nick Cassavetes : « Big Tommy » Bellaveau
- 1996 : Le Plus Beau Métier du monde de Gérard Lauzier : Laurent Monier
- 1996 : Bogus de Norman Jewison : Bogus
- 1996 : L'Agent secret (The Secret Agent) de Christopher Hampton : Ossipon
- 1996 : Hamlet de Kenneth Branagh : Reynaldo
- 1997 : XXL d'Ariel Zeitoun : Jean Bourdalou
- 1998 : Bimboland d'Ariel Zeitoun : Laurent Gaspard
- 1998 : Mots d'amour (La parola amore esiste) de Mimmo Calopresti : Avv. Lévi
- 1998 : L'Homme au masque de fer (The Man in the Iron Mask) de Randall Wallace : Porthos
- 1999 : Astérix et Obélix contre César de Claude Zidi : Obélix
- 1999 : Les Acteurs de Bertrand Blier : lui-même
- 1999 : Mirka de Rachid Benhadj : Strix
- 1999 : Un pont entre deux rives, coréalisé avec Frédéric Auburtin : Georges

### Années 2000
- 2000 : Vatel de Roland Joffé : François Vatel
- 2000 : Tutto l'amore che c'è de Sergio Rubini : Molotov
- 2000 : Le Placard de Francis Veber : Félix Santini
- 2000 : La Jalousie des dieux (Зависть богов) de Vladimir Menchov : Bernard
- 2001 : CQ de Roman Coppola : Andrzej
- 2001 : Aime ton père de Jacob Berger : Léo Sheperd
- 2001 : Concurrence déloyale (Concorrenza sleale) d'Ettore Scola : le professeur Angelo
- 2001 : Streghe verso nord de Giovanni Veronesi
- 2001 : City of Ghosts de Matt Dillon : Émile
- 2001 : 102 Dalmatiens (102 Dalmatians) de Kevin Lima : Jean-Pierre Le Pelt
- 2001 : Cœurs inconnus (Between Strangers) d'Edoardo Ponti : Max
- 2001 : Vidocq de Pitof : Vidocq
- 2002 : Astérix et Obélix : Mission Cléopâtre d'Alain Chabat : Obélix
- 2002 : Blanche de Bernie Bonvoisin : D'Artagnan
- 2002 : Dina (Jeg er Dina) d'Ole Bornedal : Jacob
- 2002 : Le Pacte du silence de Graham Guit : Joachim
- 2003 : Tais-toi ! de Francis Veber : Quentin « de Montargis »
- 2003 : Nathalie... d'Anne Fontaine : Bernard
- 2003 : Wanted (Crime Spree) de Brad Mirman : Daniel Foray
- 2003 : Les Clefs de bagnole de Laurent Baffie : le fromager
- 2003 : San-Antonio de Frédéric Auburtin : Bérurier
- 2003 : Bon Voyage de Jean-Paul Rappeneau : Jean-Étienne Beaufort
- 2004 : La Vie de Michel Muller est plus belle que la vôtre de Michel Muller : lui-même
- 2004 : 36 quai des orfèvres d'Olivier Marchal : Denis Klein
- 2004 : Les Temps qui changent d'André Téchiné : Antoine Lavau
- 2004 : RRRrrrr!!! d'Alain Chabat : Tonton, le nouveau chef des Cheveux Sales
- 2004 : Nouvelle-France de Jean Beaudin : le curé
- 2005 : Je préfère qu'on reste amis... d'Éric Toledano et Olivier Nakache : Serge
- 2005 : Combien tu m'aimes ? de Bertrand Blier : Charly
- 2005 : Boudu de Gérard Jugnot : Boudu
- 2005 : Olé ! de Florence Quentin : François Veber
- 2005 : Quand j'étais chanteur de Xavier Giannoli : Alain Moreau
- 2006 : Vacances sur ordonnance (Last Holiday) de Wayne Wang : le chef Didier
- 2006 : La Môme d'Olivier Dahan : Louis Leplée
- 2006 : Paris, je t'aime, segment Quartier Latin : le propriétaire du café - également coréalisateur avec Frédéric Auburtin
- 2007 : L'abbuffata de Mimmo Calopresti : lui-même
- 2007 : Michou d'Auber de Thomas Gilou : Georges
- 2008 : L'Instinct de mort de Jean-François Richet : Guido
- 2008 : Disco de Fabien Onteniente : Jean-François Civette dit « Jackson »
- 2008 : Astérix aux Jeux olympiques de Thomas Langmann et Frédéric Forestier : Obélix
- 2008 : Sans arme, ni haine, ni violence de Jean-Paul Rouve : le parrain des truands marseillais
- 2008 : Les Enfants de Timpelbach de Nicolas Bary : le général
- 2008 : Babylon A.D. de Mathieu Kassovitz : Gorsky
- 2008 : Bouquet final de Michel Delgado : Hugo
- 2008 : Hello Goodbye de Graham Guit : Alain Gaash
- 2008 : Les rois peuvent tout (Всё могут короли) d'Aleksandr Tcherniaïev : le tuteur
- 2009 : Diamant 13 de Gilles Béhat : Mat
- 2009 : Bellamy de Claude Chabrol : Paul Bellamy
- 2009 : Coco de Gad Elmaleh : le médecin
- 2009 : À l'origine de Xavier Giannoli : Abel

### Années 2010
- 2010 : L'Autre Dumas de Safy Nebbou : Alexandre Dumas
- 2010 : Mammuth de Benoît Delépine et Gustave Kervern : Serge Pilardosse
- 2010 : La Tête en friche de Jean Becker : Germain Chazes
- 2010 : Amour tardif ou L'Été indien (Поздняя любовь)[1] de Sabit Kourmanbekov[2] : Gerold
- 2010 : Potiche de François Ozon : Maurice Babin
- 2011 : Je n'ai rien oublié de Bruno Chiche : Conrad Lang
- 2011 : Un baiser papillon de Karine Silla-Pérez : le médecin de Manon
- 2011 : Glenn de Marc Goldstein : journaliste télévision
- 2012 : Le Grand Soir de Gustave Kervern et Benoît Delépine : le médium (caméo)
- 2012 : Astérix et Obélix : Au service de Sa Majesté de Laurent Tirard : Obélix
- 2012 : L'Odyssée de Pi (Life of Pi) de Ang Lee : le Chef français
- 2012 : L'Homme qui rit de Jean-Pierre Améris : Ursus
- 2013 : Moï grechny anguel (Мой грешный ангел) de Talgat Temenov[3]
- 2013 : Turf de Fabien Onteniente : Monsieur Paul
- 2013 : Ipu, condamné à vie (Condamnat la viață) de Bogdan Dreyer (ro) : Ipu
- 2013 : Rien ne peut nous arrêter (Niente può fermarci) de Luigi Cecinelli : le paysan français
- 2013 : La Marque des anges de Sylvain White : Lionel Kasdan
- 2013 : Les Invincibles de Frédéric Berthe : Jacky
- 2013 : Cadences obstinées de Fanny Ardant : Père Villedieu
- 2014 : Welcome to New York d'Abel Ferrara : Devereaux
- 2014 : United Passions : La Légende du football de Frédéric Auburtin : Jules Rimet
- 2014 : Viktor de Philippe Martinez : Viktor Lambert
- 2015 : La Voix des steppes (Голос степей) co-réalisé avec Ermek Chinarbaev[4] : Anatole
- 2015 : Valley of Love de Guillaume Nicloux : Gérard
- 2016 : Saint Amour de Benoît Delépine et Gustave Kervern : Jean
- 2016 : La Dream Team de Thomas Sorriaux : Jacques Belloch
- 2016 : The End de Guillaume Nicloux : l'homme
- 2016 : Tour de France de Rachid Djaïdani : Serge Desmoulins
- 2017 : Le Divan de Staline de Fanny Ardant : Joseph Staline
- 2017 : Sólo se vive una vez de Federico Cueva : Duges
- 2017 : Big House de Jean-Emmanuel Godart : Big
- 2017 : Mon cochon et moi de Frank Dobrin : Vania
- 2017 : Bonne Pomme de Florence Quentin : Gérard, dit Bonne Pomme
- 2017 : Un beau soleil intérieur de Claire Denis : le voyant
- 2017 : Carbone d'Olivier Marchal : Aron Goldstein
- 2018 : Amoureux de ma femme de Daniel Auteuil : Patrick
- 2018 : Alad'2 de Lionel Steketee : Christophe Colomb (caméo)
- 2018 : Les Confins du monde de Guillaume Nicloux : Saintonge
- 2019 : Creators: The Past[5] de Piergiuseppe Zaia : Le Maître de la foi
- 2019 : Convoi exceptionnel de Bertrand Blier : Taupin
- 2019 : Thalasso de Guillaume Nicloux : Gérard
- 2019 : Fahim de Pierre-François Martin-Laval : Sylvain

### Années 2020
- 2020 : Des hommes de Lucas Belvaux : Bernard, dit Feu-de-Bois
- 2021 : Mystère à Saint-Tropez de Nicolas Benamou : Maurice Lefranc, Directeur Général de la P.J.
- 2021 : Robuste de Constance Meyer : Georges
- 2021 : Illusions perdues de Xavier Giannoli : Dauriat
- 2021 : Adieu Paris d'Édouard Baer : Michaël
- 2022 : Maison de retraite de Thomas Gilou : Lino Vartan
- 2022 : Maigret de Patrice Leconte : Jules Maigret
- 2022 : Irréductible de Jérôme Commandeur : Lui-même (caméo)
- 2022 : Umami de Slony Sow : Gabriel Carvin
- 2022 : Les Volets verts de Jean Becker : Jules Maugin
- 2024 : Maison de retraite 2 de Claude Zidi Jr. : Lino Vartan (caméo)

### Courts métrages
- 1967 : Le Beatnik et le Minet de Roger Leenhardt : le beatnik.
- 1971 : La Vie sentimentale de Georges le tueur de Daniel Berger
- 1992 : Le Visionarium de Jeff Blyth : l'employé de l'aéroport de Paris
- 2011 : Grenouille d'hiver de Slony Sow : Benjamin.
- 2012 : Frank-Étienne vers la béatitude de Constance Meyer : Franck-Étienne Boulard
- 2013 : La Collection Jeanne Moreau : L'Homme qu'il me faut de Sandrine Veysset : Monsieur Ancelot
- 2015 : Histoires courtes de Jean-Pierre Mocky : Le Magicien et les siamois, Agafia et Le Rustre et le Juge
- 2016 : Rhapsody de Constance Meyer : Gérard
- 2018 : La Belle affaire de Constance Meyer : le camionneur
- 2019 : Grenouille de cristal de Slony Sow : Benjamin

### Documentaires
- 1975 : Bertolucci secondo il cinema (it) de Gianni Amelio : figuration.
- 2004 : Épreuves d'artistes de Samuel Faure et Gilles Jacob : lui-même.
- 2007 : Maurice Pialat, l'amour existe de Jean-Pierre Devillers et Anne-Marie Faux : narrateur

### Producteur
- 1990 : Les Branches de l'arbre (Shakha Proshakha) de Satyajit Ray - uniquement coproducteur.
- 1991 : Le Visiteur (Agantuk) de Satyajit Ray - uniquement producteur exécutif.
- 1997 : She's So Lovely de Nick Cassavetes - uniquement producteur exécutif.

### Projets non aboutis
- 1965 : Christmas Carol (film inachevé) d'Agnès Varda.

## Télévision

### Clip
- 2002 : Sache d'Ophélie Winter, réalisé par Louis Leterrier : l'homme
- 2019 : Blond de Philippe Katerine, réalisé par Edie Blanchard : l'homme dans le tableau

### Téléfilms
- 1969 : Le Cyborg ou le Voyage vertical de Jacques Pierre : Gabriel[7]
- 1969 : Menaces de Jean Denesle[réf. souhaitée]
- 1970 : Tango de Jean Kerchbron : Edek
- 1970 : La Pomme de son œil de François Villiers : Hamid
- 1970 : Nausicaa d'Agnès Varda : un hippie
- 1970 : Rendez-vous à Badenberg de Jean-Michel Meurisse : Eddy Balmont[8]
- 1970 : Les Aventures de Zadig de Claude-Jean Bonnardot : Zadig[9]
- 1972 : Un monsieur bien rangé d'Agnès Delarive : Jean-Joseph Jenk
- 1973 : L'inconnu de Youri Komerovsky[10] : Gérard
- 2000 : Bérénice de Jean-Daniel Verhaeghe : Titus
- 2002 : Ruy Blas de Jacques Weber : Don Salluste
- 2002 : La Femme mousquetaire de Steve Boyum : le cardinal Mazarin
- 2004 : Volpone de Frédéric Auburtin : Volpone
- 2008 : L'Abolition de Jean-Daniel Verhaeghe : Henry Torrès
- 2011 : Raspoutine de Josée Dayan : Grigori Raspoutine
- 2012 : La Solitude du pouvoir de Josée Dayan : voix

### Séries et mini-séries
- 1973 : Les Enquêtes du commissaire Maigret, épisode : Mon ami Maigret de François Villiers : De Greef[11]
- 1998 : Le Comte de Monte-Cristo , mini-série de Josée Dayan : Monte Cristo, Edmond Dantès, Abbé Busoni, Lord Wilmore, Père Dantes
- 1999 : Balzac de Josée Dayan : Honoré de Balzac
- 2000 : Les Misérables de Josée Dayan : Jean Valjean
- 2001 : Napoléon d'Yves Simoneau : Joseph Fouché
- 2005 : Les Rois maudits de Josée Dayan : Jacques de Molay
- 2014 : Zaïtsev+1 (ru) (Зайцев+1) de Denis Kossiakov (ru) : Jora[12]
- 2015 : Mata Hari de Dennis Berry (épisode 1) : le prêtre Père Bernard
- 2015 : Capitaine Marleau de Josée Dayan (épisode 1 - Philippe Muir) : Philippe Muir[13]
- 2016 - 2018 : Marseille de Florent Emilio Siri, série télévisée sur Netflix, 2 saisons : Robert Taro, le maire
- 2021 : Un homme d'honneur de Julius Berg, mini-série sur TF1, 6 épisodes : Bruno Riva
- 2022 : Diane de Poitiers de Josée Dayan (téléfilm en deux parties) : Nostradamus

### Documentaires
- 2006 : Parcours de dissidents, documentaire sur France 5
- 2014 : Retour au Caucase, documentaire sur Arte (accompagné du dessinateur Mathieu Sapin)[14]
- 2015 : À pleines dents !, série documentaire sur Arte (accompagné de son ami le chef cuisinier Laurent Audiot)
- 2018 : Gérard de par le monde : Japon, série documentaire sur Arte
- 2020 : Gérard Depardieu : mon rêve ouzbek, documentaire sur Paris Première
- 2022 : 70 de Yann Moix

### Émissions télévisées et divertissements
- 2010 : Le Grand Restaurant (divertissement) de Gérard Pullicino : Gérard
- 2016 : Groland Le Zapoï, émission télévisée satirique de Canal + : apparition en invité
- 2020 : Touche pas à mon poste !, émission télévisée de C8 : apparition en invité
- 2020 : Sept à huit, émission télévisée de TF1 : invité de la semaine

## Jeu vidéo
- 1999 : Astérix et Obélix contre César : Obélix

## Catherine Deneuve: une partenaire à part

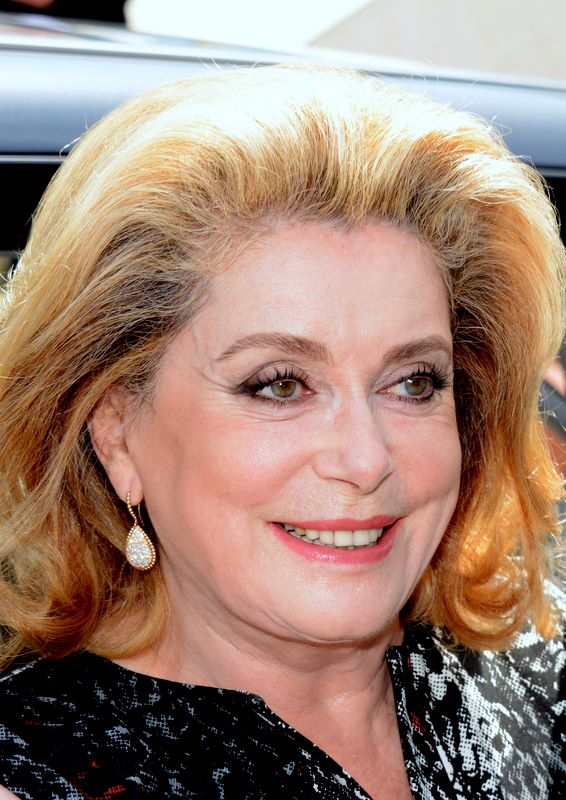
Catherine Deneuve

Depuis leur première rencontre cinématographique en 1980, dans le film Le Dernier Métro de François Truffaut, Gérard Depardieu et l'actrice Catherine Deneuve n’ont cessé d’enchaîner les collaborations jusqu’à apparaître ensemble dans dix films. Devenus l’un et l’autre des icônes, ils forment un des plus grands et célèbres couples du cinéma français. Les dix films dans lesquels on les retrouve ensemble sont :
- 1980 : Le Dernier Métro de François Truffaut.
- 1980 : Je vous aime de Claude Berri.
- 1981 : Le Choix des armes d'Alain Corneau.
- 1984 : Fort Saganne d'Alain Corneau.
- 1988 : Drôle d'endroit pour une rencontre de François Dupeyron.
- 1995 : Les Cent et Une Nuits de Simon Cinéma d'Agnès Varda (pas de scène commune)
- 2004 : Les Temps qui changent d'André Téchiné.
- 2010 : Potiche de François Ozon.
- 2012 : Astérix et Obélix : Au service de Sa Majesté de Laurent Tirard.
- 2017 : Bonne Pomme de Florence Quentin.